# Élection présidentielle ouest-allemande de 1949
L’élection présidentielle ouest-allemande de 1949 (en allemand : Wahl des deutschen Bundespräsidenten 1949), première élection présidentielle de la République fédérale d'Allemagne, se tient le 12 septembre 1949, afin d'élire le président fédéral pour un mandat de cinq ans au suffrage indirect.
Le candidat du Parti libéral Theodor Heuss l'emporte au second tour contre le candidat du Parti social-démocrate Kurt Schumacher.

## Mode de scrutin
Le président fédéral (en allemand : Bundespräsident) est le chef de l'État de la République fédérale d'Allemagne.
Il est élu pour un mandat de cinq ans renouvelable une fois consécutivement par l'Assemblée fédérale (Bundesversammlung). Elle se compose de l'ensemble des députés du Bundestag et d'un nombre égal de délégués des Länder élus par leurs assemblées parlementaires.
L'élection est acquise si un candidat remporte un nombre de voix équivalent à la majorité absolue des membres de l'Assemblée. Si aucun postulant n'a obtenu un tel résultat après deux tours de scrutin, un troisième tour est organisé où la majorité simple des voix est suffisante pour l'emporter.

### Composition de l'Assemblée fédérale
L'Assemblée fédérale se réunit à la Bundeshaus à Bonn, sous la présidence d'Erich Köhler (de), président du Bundestag.
|                             |     |     |     |     |     |     |     |    |    |     |     |    |       |
| Land                        | KPD | SPD | SSW | FDP | CDU | CSU | DZP | BP | DP | WAV | DRP | NI | Total |
| Land                        |     |     |     |     |     |     |     |    |    |     |     |    | Total |
| Bade                        | 0   | 3   | 0   | 2   | 7   | 7   | 0   | 0  | 0  | 0   | 0   | 0  | 12    |
| Bavière                     | 0   | 18  | 0   | 7   | 24  | 24  | 0   | 17 | 0  | 12  | 0   | 0  | 78    |
| Brême                       | 0   | 3   | 0   | 1   | 1   | 1   | 0   | 0  | 0  | 0   | 0   | 0  | 5     |
| Hambourg                    | 0   | 11  | 0   | 1   | 1   | 1   | 0   | 0  | 0  | 0   | 0   | 0  | 13    |
| Hesse                       | 4   | 16  | 0   | 5   | 11  | 11  | 0   | 0  | 0  | 0   | 0   | 0  | 36    |
| Basse-Saxe                  | 2   | 29  | 0   | 4   | 10  | 10  | 2   | 0  | 11 | 0   | 0   | 0  | 58    |
| Rhénanie-du-Nord-Westphalie | 14  | 32  | 0   | 6   | 48  | 48  | 9   | 0  | 0  | 0   | 0   | 0  | 109   |
| Rhénanie-Palatinat          | 2   | 9   | 0   | 2   | 12  | 12  | 0   | 0  | 0  | 0   | 0   | 0  | 25    |
| Schleswig-Holstein          | 0   | 14  | 2   | 0   | 7   | 7   | 0   | 0  | 0  | 0   | 0   | 0  | 23    |
| Wurtemberg-Bade             | 3   | 11  | 0   | 6   | 13  | 13  | 0   | 0  | 0  | 0   | 0   | 0  | 33    |
| Wurtemberg-Hohenzollern     | 0   | 2   | 0   | 2   | 6   | 6   | 0   | 0  | 0  | 0   | 0   | 0  | 10    |
| Délégués                    | 25  | 148 | 2   | 36  | 116 | 24  | 11  | 17 | 11 | 12  | 0   | 0  | 402   |
| Bundestag                   | 15  | 131 | 1   | 52  | 116 | 24  | 10  | 17 | 17 | 12  | 6   | 1  | 402   |
| Total                       | 40  | 279 | 3   | 88  | 232 | 48  | 21  | 34 | 28 | 24  | 6   | 1  | 804   |

## Candidats
| Candidat | Candidat | Candidat              | Candidat | Parti                                    | Fonction                                                                                        |
| -------- | -------- | --------------------- | -------- | ---------------------------------------- | ----------------------------------------------------------------------------------------------- |
|          |          | Rudolf Amelunxen (de) | 61 ans   | Parti du centre allemand (DZP)           | Ministre de l'Éducation de Rhénanie-du-Nord-Westphalie                                          |
|          |          | Theodor Heuss         | 65 ans   | Parti libéral-démocrate (FDP)            | Député fédéral de Wurtemberg-Bade Président du groupe FDP au Bundestag Président fédéral du FDP |
|          |          | Kurt Schumacher       | 49 ans   | Parti social-démocrate d'Allemagne (SPD) | Député fédéral de Basse-Saxe Président du groupe SPD au Bundestag Président fédéral du SPD      |

## Résultats
| Candidat                 | Candidat                 | Parti                    | 1er tour | 1er tour | 2e tour  | 2e tour  |
| Candidat                 | Candidat                 | Parti                    | Voix     | %        | Voix     | %        |
| ------------------------ | ------------------------ | ------------------------ | -------- | -------- | -------- | -------- |
|                          | Theodor Heuss            | FDP                      | 377      | 46,89    | 416      | 51,74    |
|                          | Kurt Schumacher          | SPD                      | 311      | 38,68    | 312      | 38,80    |
|                          | Rudolf Amelunxen (de)    | DZP                      | 28       | 3,48     | 30       | 3,73     |
|                          | Autres candidats         | Autres candidats         | 9        | 1,12     | 2        | 0,25     |
|                          |                          |                          |          |          |          |          |
| Majorité requise         | Majorité requise         | Majorité requise         | 403 voix | 403 voix | 403 voix | 403 voix |
|                          |                          |                          |          |          |          |          |
| Suffrages exprimés       | Suffrages exprimés       | Suffrages exprimés       | 725      | 99,72    | 760      | 99,61    |
| Votes blancs et nuls     | Votes blancs et nuls     | Votes blancs et nuls     | 2        | 0,28     | 3        | 0,39     |
| Total                    | Total                    | Total                    | 727      | 100      | 763      | 100      |
| Abstentions              | Abstentions              | Abstentions              | 76       | 9,45     | 37       | 4,60     |
| Absents                  | Absents                  | Absents                  | 1        | 0,12     | 4        | 0,50     |
| Inscrits / participation | Inscrits / participation | Inscrits / participation | 804      | 90,42    | 804      | 94,90    |